# 41. Tony-gála
A 41. Tony-gála az 1986/1987-es szezon legjobb Broadway színházi alakításait értékelte. A díjátadót 1987. június 7-én tartották a New York-i Mark Hellinger Theatreben, a műsor házigazdája Angela Lansbury volt. A gálát az CBS televízióadó közvetítette élőben.

## Győztesek és jelöltek
A nyertesek félkövérrel jelölve.
| Legjobb színdarab | Legjobb musical |
| --- | --- |
| - Kerítések – August Wilson - Broadway Bound – Neil Simon - Coastal Disturbances – Tina Howe - Veszedelmes viszonyok – Christopher Hampton | - A nyomorultak - Me and My Girl - Rags - Starlight Express |
| Legjobb színdarab újra a színpadon | Legjobb szövegkönyv musicalben |
| - Édes fiaim - Rendkívüli kiadás - Nicholas Nickleby - Pygmalion | - Alain Boublil, Claude-Michel Schönberg – A nyomorultak - L. Arthur Rose, Douglas Furber, Stephen Fry, Mike Ockrent – Me and My Girl - Joseph Stein – Rags - Howard Ashman – Smile                |
| Legjobb férfi főszereplő színdarabban | Legjobb női főszereplő színdarabban |
| - James Earl Jones – Kerítések (Troy Maxson) - Philip Bosco – Sosem lehet tudni (Waiter) - Richard Kiley – Édes fiaim (Joe Keller) - Alan Rickman – Veszedelmes viszonyok (Valmont vikomtja) | - Linda Lavin – Broadway Bound (Kate) - Lindsay Duncan – Veszedelmes viszonyok (Merteuil márkija) - Geraldine Page – Vidám kísértet (Madame Arcati) - Amanda Plummer – Pygmalion (Eliza Doolittle) |
| Legjobb férfi főszereplő musicalben | Legjobb női főszereplő musicalben |
| - Robert Lindsay – Me and My Girl (Bill Snibson) - Roderick Cook – Oh, Coward! (Előadó) - Terrence Mann – A nyomorultak (Javert felügyelő) - Colm Wilkinson – A nyomorultak (Jean Valjean) | - Maryann Plunkett – Me and My Girl (Sally Smith) - Catherine Cox – Oh, Coward! (Előadó) - Teresa Stratas – Rags (Rebecca Hershkowitz)                                                             |
| Legjobb férfi mellékszereplő színdarabban | Legjobb női mellékszereplő színdarabban |
| - John Randolph – Broadway Bound (Ben) - Frankie R. Faison – Kerítések (Gabriel) - Jamey Sheridan – Édes fiaim (Chris Keller) - Courtney B. Vance – Kerítések (Corey) | - Mary Alice – Kerítések (Rose) - Annette Bening – Coastal Disturbances (Holly Dancer) - Phyllis Newman – Broadway Bound (Blanche) - Carole Shelley – Csupa balláb (Maxine)                        |
| Legjobb férfi mellékszereplő musicalben | Legjobb női mellékszereplő musicalben |
| - Michael Maguire – A nyomorultak (Enjolras) - George S. Irving – Me and My Girl (Sir John Tremayne) - Timothy Jerome – Me and My Girl (Herbert Parchester) - Robert Torti – Starlight Express (Greaseball) | - Frances Ruffelle – A nyomorultak (Éponine) - Jane Connell – Me and My Girl (Maria) - Judy Kuhn – A nyomorultak (Cosette) - Jane Summerhays – Me and My Girl (Lady Jaqueline Carstone)            |
| Legjobb eredeti zene | Legjobb koreográfia |
| - A nyomorultak – Claude-Michel Schönberg (zene), Herbert Kretzmer, Alain Boublil (dalszöveg) - Me and My Girl – Noel Gay (zene), L. Arthur Rose, Douglas Furber (dalszöveg) - Rags – Charles Strouse (zene), Stephen Schwartz (dalszöveg) - Starlight Express – Andrew Lloyd Webber (zene), Richard Stilgoe (dalszöveg) | - Gillian Gregory – Me and My Girl - Ron Field – Rags - Brian Macdonald – A mikádó - Arlene Phillips – Starlight Express                                                                           |
| Legjobb színdarabrendező | Legjobb musicalrendező |
| - Lloyd Richards – Kerítések - Howard Davies – Veszedelmes viszonyok - Mbongeni Ngema – Asinamali! - Carole Rothman – Coastal Disturbances | - Trevor Nunn, John Caird – A nyomorultak - Brian Macdonald – A mikádó - Trevor Nunn – Starlight Express - Mike Ockrent – Me and My Girl                                                           |
| Legjobb díszlettervezés | Legjobb jelmeztervezés |
| - John Napier – A nyomorultak - Bob Crowley – Veszedelmes viszonyok - Martin Johns – Me and My Girl - Tony Walton – Rendkívüli kiadás | - John Napier – Starlight Express - Bob Crowley – Veszedelmes viszonyok - Ann Curtis – Me and My Girl - Andreane Neofitou – A nyomorultak                                                          |
| Legjobb látványtervezés | |
| - David Hersey – A nyomorultak - Martin Aronstein – Vadméz - David Hersey – Starlight Express - Beverly Emmons, Chris Parry – Veszedelmes viszonyok | |

### Különdíjak
- A legjobb körzeti színház: San Francisco Mime Troupe
- George Abbott
- Jackie Mason (The World According to Me)
- Lawrence Langner-díj: Robert Preston (posztumusz)

## Előadott számok és jelenetek
- Broadway Bound (Linda Lavin, Jonathan Silverman)
- Coastal Disturbances (Annette Bening, Timothy Daly)
- Kerítések (James Earl Jones, Courtney B. Vance)
- Veszedelmes viszonyok (Lindsay Duncan, Alan Rickman)
- Rags ("Rags" – Judy Kuhn, Dick Latessa)
- A nyomorultak ("At the End of the Day"/"One Day More")
- Me and My Girl ("The Lambeth Walk" – Robert Lindsay)
- Starlight Express ("Starlight Express"/"Light at the End of the Tunnel" – Greg Mowry, Steve Fowler)

## Műsorvezetők
A gálán az alábbi műsorvezetők működtek közre:
- Jane Alexander
- Bea Arthur
- Richard Chamberlain
- Glenn Close
- Charles "Honi" Coles
- Barbara Cook
- Hume Cronyn
- Bob Fosse
- Mark Hamill
- Helen Hayes
- William Hurt
- Bill Irwin
- Judy Kuhn
- Swoosie Kurtz
- Dick Latessa
- John Lithgow
- Mary Martin
- Walter Matthau
- Andrea McArdle
- Mary Tyler Moore
- Bernadette Peters
- Lynn Redgrave
- Chita Rivera
- George Rose
- Jessica Tandy
- Tommy Tune
- Kathleen Turner

## Fordítás
- Ez a szócikk részben vagy egészben  a(z)   41st Tony Awards című angol Wikipédia-szócikk fordításán alapul.  Az eredeti cikk szerkesztőit annak laptörténete sorolja fel. Ez a jelzés csupán a megfogalmazás eredetét és a szerzői jogokat jelzi, nem szolgál a cikkben szereplő információk forrásmegjelöléseként.